# 플랫 화이트

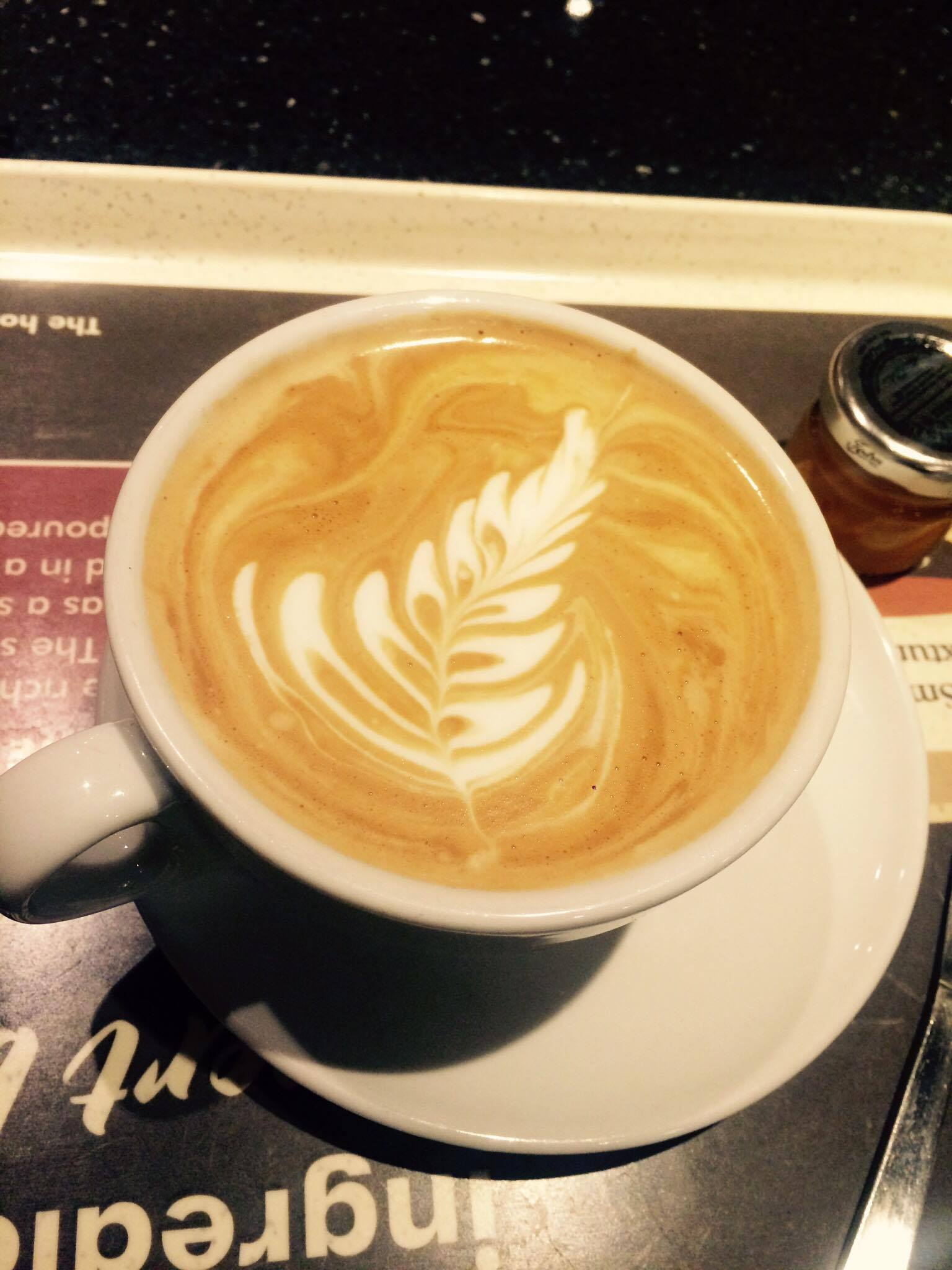
플랫 화이트

플랫 화이트(flat white)는 에스프레소와 마이크로폼으로 구성된 커피 음료이다. 카페 라떼와 비슷하지만, 이에 비해 부피가 작고 마이크르폼이 적다. 따라서 우유 대비 커피 비율이 높아 에스프레소 맛이 지배적이다. 

## 기원
이 음료에 대해 처음 기록된 것은 1980년대 중순 오스트레일리아 시드니의 Moors Espresso Bar로 거슬러 올라가며, Alan Preston은 1985년 이 음료를 자신의 메뉴에 추가하였다.

## 카페라떼와 차이점
플랫 화이트는 카페라떼와 비교하여 우유 대비 커피 비율이 더 높아 강한 커피맛을 느낄 수 있다.

## 관련 용어
영국에서 플랫 화이트 경제(flat white economy)라는 문구는 런던의 인터넷, 미디어, 창조사업의 망을 기술하기 위해 사용되고 있다.

## 같이 보기
- 카푸치노
- 카페 라떼
- 롱 블랙